# Urodziny Kaczora Donalda
Urodziny Kaczora Donalda – tomik z komiksami Disneya wydany przez Egmont Polska. Ukazał się z okazji 60. urodzin postaci Kaczora Donalda oraz przyjazdu do Polski jednego z najznakomitszych rysowników Disneya Carla Barksa.

## Wydane komiksy
Na 100 stronach książeczki wydano następujące historyjki:
| Tytuł                      | Scenariusz                    | Rysunki       | Liczba stron |
| -------------------------- | ----------------------------- | ------------- | ------------ |
| Maharadża Donald           | Carl Barks                    | Carl Barks    | 28           |
| Jak zdobywano Dziki Zachód | Paul Halas, Jack Sutter       | Vicar         | 10           |
| Być albo nie być           | Werner Wejp-Olsen, Jim Kenner | Daniel Branca | 10           |
| Fundacja McKwacza          | Romano Scarpa                 | Romano Scarpa | 25           |
| Bernardyn pełnej krwi      | Carl Barks                    | Carl Barks    | 10           |

Wszystkie historyjki połączone są komiksem-ramką, wykonaną przez Byrona Ericksona i Vicara.
W tomiku znajdują się także artykuły poświęcone charakterowi, historii, sposobom rysowania i gadżetom związanymi z Kaczorem Donaldem.